# Amalrico de Jerusalém
Amalrico (1136 – 11 de Julho de 1174) foi rei de Jerusalém de 1162 até à sua morte, e conde de Jafa e Ascalão antes de sua ascensão ao trono. Era o segundo filho de Melisende de Jerusalém com Fulque V de Anjou, e o irmão mais novo do seu antecessor, o rei Balduíno III.

## Subida ao trono
Depois da morte de Fulque, o trono de Jerusalém passou para o governo conjunto de Melisende com Balduíno III. Em 1152, Balduíno já tinha atingido a maioridade há sete anos, e começou a afirmar-se na política do reino. Apesar de anteriormente não ter expresso o seu interesse na administração, agora exigia mais autoridade. A sua relação com a mãe foi deteriorando desde 1150, com o jovem rei a acusar o condestável do reino, Manasses de Hierges, homem de confiança de Melisende, de interferir na sua sucessão legal.
O conflito agudizou-se quando Balduíno organizou uma procissão nas ruas da cidade, usando uma coroa de louros como que em auto-coroação, sem a presença de Melisende. Mãe e filho acabaram por concordar em deixar a decisão para a Alta Corte de Jerusalém, um tipo de conselho real que compreendia a nobreza e o clero do reino. Os nobres decretaram que o jovem rei governaria no norte do reino: na Galileia e nas cidades de São João de Acre e Tiro; a rainha nas regiões mais ricas da Judeia e Samaria, para além da cidade de Jerusalém.
Amalrico, a quem tinha sido concedido em apanágio o Condado de Jafa quando atingiu a maioridade aos 15 anos, em 1151, permaneceu leal à mãe. Quando o seu irmão invadiu o sul do reino, Amalrico e Melisende refugiaram-se na Torre de David. Com a mediação da Igreja, a rainha rendeu-se e o trono passou exclusivamente para as mãos de Balduíno. Em 1153, o rei conquistou a fortaleza egípcia de Ascalão, que foi adicionada aos domínios de Amalrico, formando o Condado de Jafa e Ascalão.

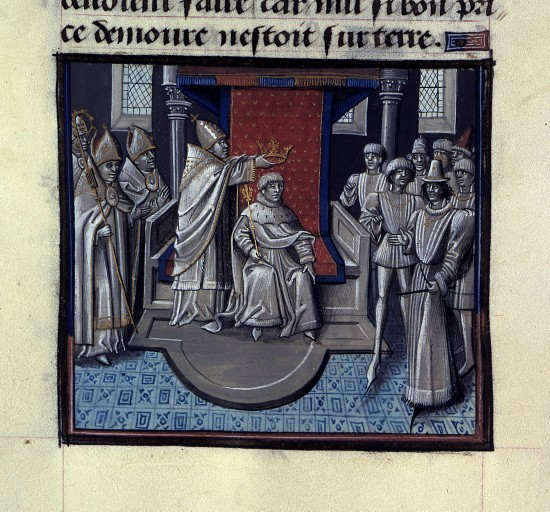
Coroação de Amalrico I de Jerusalém (iluminura da Historia de Guilherme de Tiro e continuação, século XV, Biblioteca Nacional de França)

Em 1157, Amalrico casou-se com Inês de Courtenay, filha de Joscelino II de Edessa, que vivia em Jerusalém desde a queda de Edessa em 1150. O patriarca Fulquério opunha-se a este casamento por motivos de consanguinidade, uma vez que ambos os noivos possuíam um trisavô em comum, Guido I de Montlhéry, e aparentemente só se casaram depois da morte do patriarca.
Balduíno III morreu em 1162 e o reino passou para Amalrico, apesar de alguma oposição à sua esposa Inês entre os nobres: estes tinham aceitado o casamento em 1157, quando Balduíno ainda poderia gerar um herdeiro, mas agora a Alta Corte recusava-se a apoiar o reinado de Amalrico se este não anulasse o seu casamento.
Esta hostilidade contra Inês foi provavelmente exagerada pelo cronista Guilherme de Tiro, a quem alguns anos mais tarde esta impediu que fosse nomeado para o cargo de patriarca latino de Jerusalém. Os escritores que continuaram a obra de Guilherme perpetuaram a fama imoral de Inês «não deveria haver tal rainha numa cidade tão santa como Jerusalém». No entanto, a consanguinidade era motivo suficiente para a oposição à sua coroa.
Amalrico concordou com a anulação e subiu ao trono sem uma esposa, apesar de Inês ter mantido o título de condessa de Jafa e Ascalão e receber uma pensão pelo rendimento desse feudo. Depois casar-se-ia com Hugo de Ibelin, de quem tinha ficado noiva antes de se casar com Amalrico. No entanto, a Igreja declarou legítimos Balduíno e Sibila, os filhos deste matrimónio anulado, preservando o seu lugar na linha de sucessão. Através dos seus filhos, Inês continuaria a exercer uma forte influência em Jerusalém por quase 20 anos.

## Invasões ao Egito
Como qualquer estado cruzado, o Reino Latino de Jerusalém estava constantemente em estado de guerra com os territórios vizinhos. Desde o erro estratégico de Balduíno III em atacar em 1147 a cidade-estado de Damasco, o seu único aliado muçulmano, durante a Segunda Cruzada, a fronteira norte ficou exposta aos ataques de Noradine. O poder deste líder muçulmano foi gradualmente aumentando, com Mossul, Alepo e depois Damasco sob o seu poder.

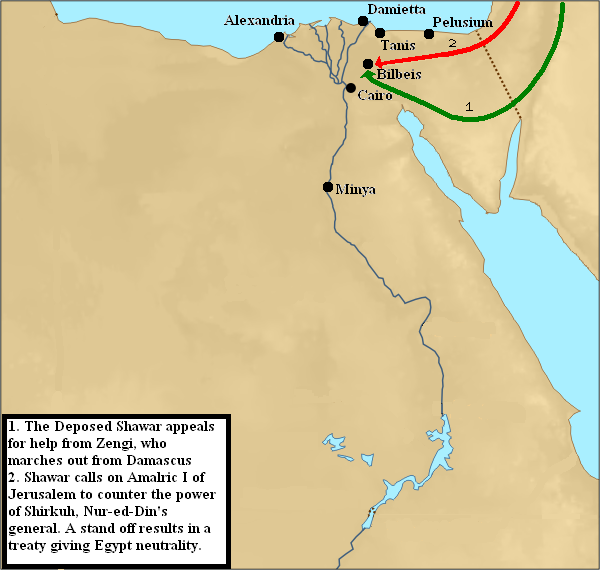
1164: Xauar, o vizir deposto, apela a Noradine, que envia o seu general Xircu (trajecto a verde). Temendo o poder de Xircu, Xauar pede ajuda a Amalrico (a vermelho) para o expulsar do Egito

Jerusalém também perdeu a sua influência para o Império Bizantino no norte da Síria, quando o Principado de Antioquia caiu sob a suserania de Manuel I Comneno. Apesar disso, os bizantinos sofriam também uma escalada nos seus próprios conflitos, particularmente com os normandos da Sicília.
O Egito, enfraquecido por uma sucessão de jovens califas fatímidas e pela guerra civil, foi o território inimigo mais atacado durante o reinado de Amalrico. A conquista desta nação era um desejo dos cruzados desde a época de Balduíno I, o primeiro rei de Jerusalém, e até o fundador do reino latino, Godofredo de Bulhão, tinha prometido ceder a cidade de Jerusalém ao patriarca Dagoberto de Pisa se este conseguisse tomar Cairo.
A tomada de Ascalão por Balduíno III em 1153 era uma primeira etapa vital para esta conquista. A partir daí, os cavaleiros da Ordem do Hospital começaram a preparar mapas de possíveis rotas de invasão. Amalrico liderou a sua primeira expedição ao Egito em 1163, reclamando que o fatímidas não tinham pago o tributo anual instituído durante o reinado do seu irmão.
Recentemente o vizir Xauar do Egito tinha sido deposto e substituído por um novo vizir, chamado Dirgham. No início da invasão, os cruzados derrotaram o exército de Dirgham em Pelúsio, forçando-o a retirar para Bilbeis. Então os egípcios abriram as barragens do rio Nilo, travando os invasores com a inundação.

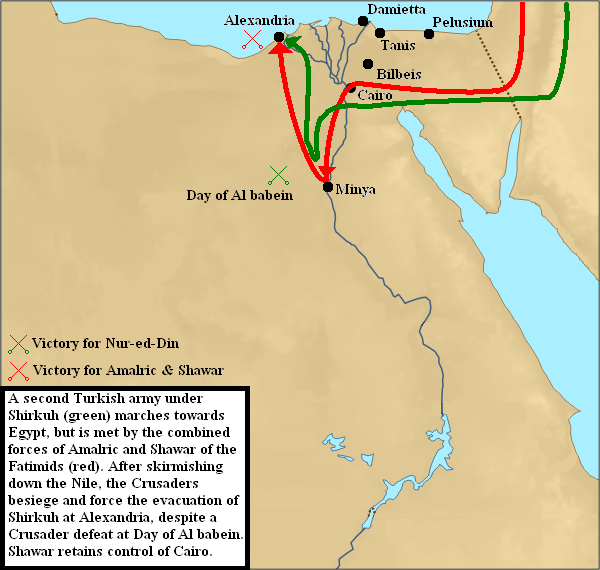
1167: Xircu regressa ao Egito (a verde) e é obrigado a retirar de Alexandria pelas forças de Amalrico e Xauar (a vermelho)

Xauar, que tinha sido forçado a fugir, procurou o apoio de Noradine. Em 1164, este enviou um seu general, Xircu,  para o Egito. Em resposta, Dirgham procurou a ajuda do rei cruzado, mas Xircu e Xauar chegaram antes de Amalrico poder intervir, e Dirgam foi morto. No entanto, temendo que Xircu tomasse o poder para si próprio, Xauar acabou também por se aliar a Jerusalém. Amalrico voltou ao Egito e cercou Xircu em Bilbeis, forçando-o a retirar para Damasco.
O rei latino não conseguiu capitalizar o seu sucesso porque entretanto Noradine atacava na Síria, tendo aprisionado Boemundo III de Antioquia e Raimundo III de Trípoli na batalha de Harim. Amalrico apressou-se a voltar ao seu reino, a assumir a regência dos dois estados cruzados que tinham perdido os seus líderes e a assegurar o resgate de Boemundo em 1165 (Raimundo permaneceu na prisão até 1173).
No ano seguinte Amalrico enviou uma embaixada ao Império Bizantino para obter uma aliança e uma esposa. Ao mesmo tempo Noradine fazia incursões no reino, conquistando Banias, e em 1167 voltou a enviar Xircu ao Egito. Xauar e o próprio califa fatímida Aladide voltaram a aliar-se aos cruzados, que mais uma vez perseguiram o general muçulmano, acampando nas proximidades de Cairo. Xircu montou o seu acampamento na outra margem do rio Nilo.
Depois de uma batalha indecisiva, Amalrico retirou para Cairo e Xircu tomou Alexandria. Cercado por exércitos e uma frota cruzada, Xircu negociou uma paz e passou o controlo dessa cidade a Amalrico. Mas depois de forçar a cidade a pagar um pesado tributo, o monarca teve de voltar a Jerusalém, deixando o seu aliado Xauar no poder.

## Aliança bizantina

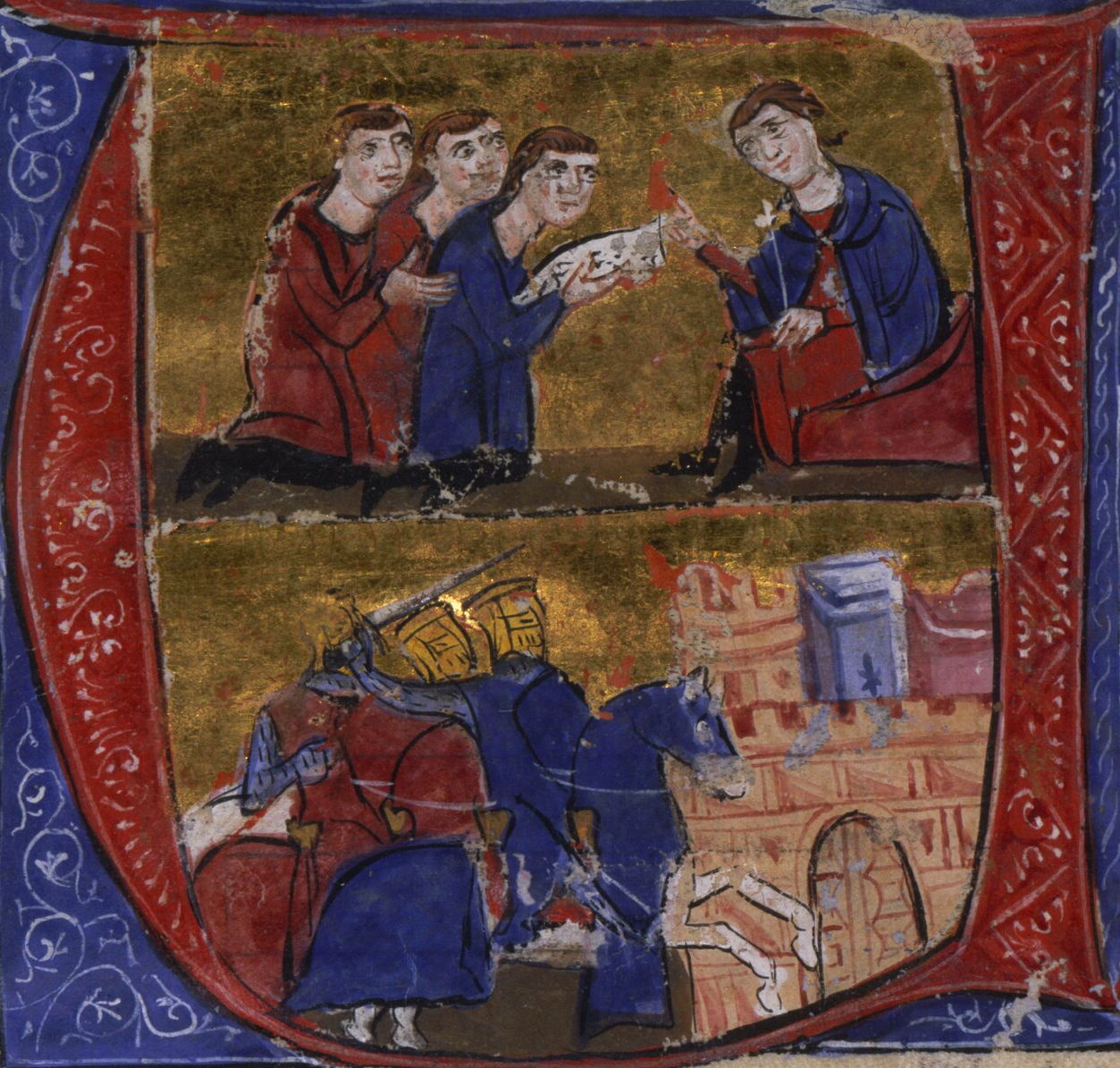
Em cima: Manuel I Comneno e os mensageiros de Amalrico I de Jerusalém. Em baixo: Chegada dos cruzados a Pelúsio. (Ilustração da Historia de Guilherme de Tiro, século XIII

De volta ao seu reino, Amalrico casou-se em 1167 com Maria Comnena, sobrinha-neta do imperador bizantino Manuel I Comneno. As negociações tinham demorado dois anos, principalmente porque o monarca cruzado insistira em Manuel devolver Antioquia a Jerusalém. Mas assim que abandonou esta exigência, o casamento pôde realizar-se na cidade de Tiro a 29 de agosto.
Durante este período a viúva de Balduíno III de Jerusalém, Teodora Comnena, fugiu com o seu primo Andrónico I Comneno para Damasco, e assim a cidade de São João de Acre voltou para o domínio real de Jerusalém. Ao mesmo tempo Guilherme de Tiro foi nomeado arcediago de Tiro e empregado por Amalrico para escrever uma história do reino. Em 1168, Amalrico e Manuel negociaram uma aliança contra o Egito, e o cronista do reino estava entre os embaixadores enviados a Constantinopla para finalizar o tratado.
Com a nova aliança formada, apesar do tratado de paz acordado com o Egito, o monarca de Jerusalém invadiu o norte de África, acusando Xauar de tentar aliar-se a Noradine. Os Templários recusaram-se a participar nesta incursão, mas a Ordem do Hospital, não só deu um forte apoio à invasão como provavelmente influenciou a decisão do rei.
Em Outubro, sem aguardar a ajuda bizantina, nem sequer o regresso dos seus embaixadores de Constantinopla, Amalrico invadiu e tomou Bilbeis. Os habitantes da cidade foram massacrados ou escravizados. Ao chegar a Cairo, Xauar ofereceu-lhe um tributo de dois milhões de moedas de ouro. Entretanto Noradine voltou a enviar Xircu para o território, e Amalrico retirou.

## Emergência de Saladino

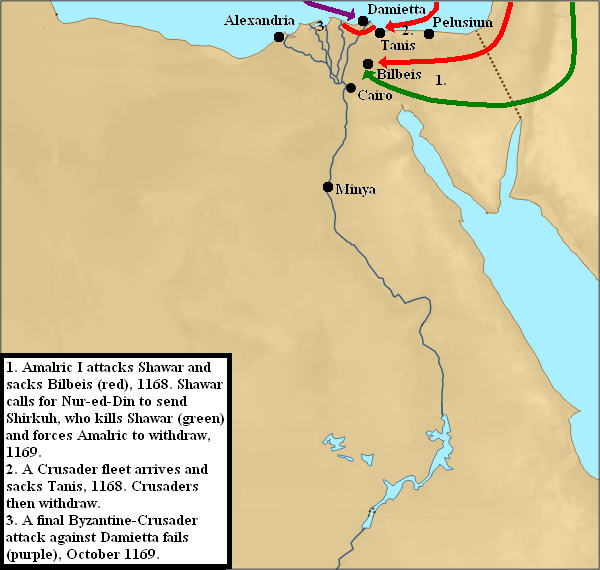
1168: Amalrico (a vermelho) derrota Xauar e saqueia Bilbeis. Xauar pede ajuda a Noradine e Xircu (a verde) força os cruzados a retirar, apesar do auxílio de uma frota. 1169: Uma aliança bizantina-cruzada (a lilás) fracassa no ataque a Damieta

Em Janeiro de 1169, Xircu assassinou Xauar e tornou-se vizir, mas morreu apenas dois meses depois e foi sucedido pelo seu sobrinho Saladino. Preocupado com o crescente poder deste novo líder, Amalrico enviou o arcebispo de Tiro à Europa para solicitar reforços aos reis e nobres do velho continente, mas nenhuma ajuda lhe foi enviada.
No fim do ano o Império Bizantino enviou uma frota e assim em Outubro Amalrico lançou outra invasão. Mas o cerco de Damieta foi demorado e a falta de alimentos no campo cristão determinou o fim da acção; os bizantinos culparam os cruzados pelo fracasso e vice-versa. Depois de assinar um acordo de paz com Saladino, Amalrico voltou ao seu reino.
Em 1170 Saladino invadiu o reino latino e tomou a cidade de Eilat, cortando a ligação de Jerusalém com o mar Vermelho. Originalmente nomeado vizir do Egito, no ano seguinte Saladino acabou por suceder ao último califa do Califado Fatímida e entrou em conflito com Noradine.
Os cruzados beneficiaram de um período de calma durante o conflito entre os dois poderosos líderes muçulmanos. Mas antevendo o poder crescente dos seus inimigos, em 1171 Amalrico voltou a procurar auxílio para o seu reino: deslocou-se pessoalmente a Constantinopla e voltou a enviar embaixadas à Europa, mas sem sucesso.
Nos anos seguintes Jerusalém seria ameaçada não só por Noradine e Saladino, como também pela Ordem dos Assassinos. Os Templários ainda agravaram a situação quando mataram alguns enviados desta ordem ao reino latino.
Com a morte de Noradine em 1174, Amalrico aproveitou para cercar a cidade de Banias, que resistiu. No regresso, o rei adoeceu com disenteria, que foi tratada com algum sucesso pelos seus médicos, mas desenvolveu uma febre em Jerusalém. «Depois de sofrer intoleravelmente de febre por vários dias, ordenou a chamada de médicos gregos, sírios e de outras nações, reconhecidos pelo seu conhecimento, e insistiu que lhe dessem um remédio purgativo». Nada o ajudou, morreria a 11 de julho de 1174.

## Casamentos e descendência

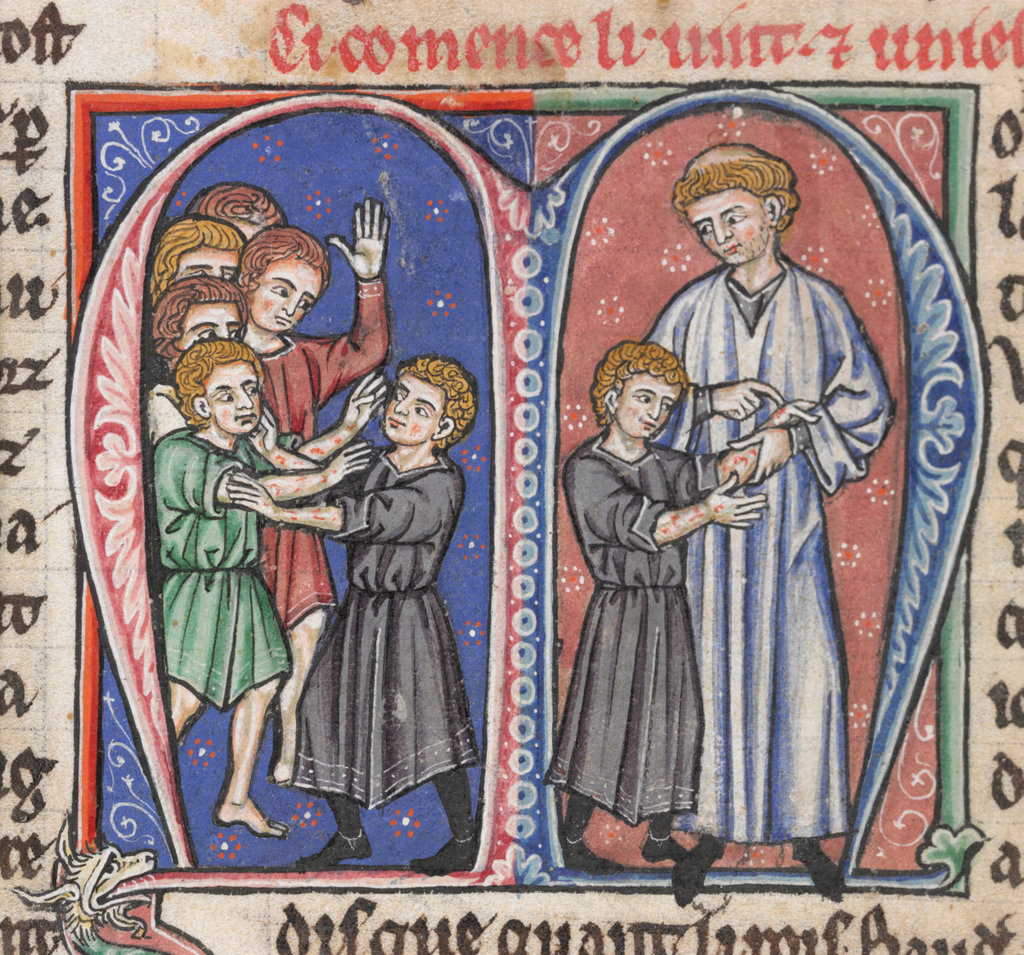
Guilherme de Tiro descobre os primeiros sintomas de lepra de Balduíno IV de Jerusalém (iluminura de c. 1250 de L'Estoire d'Eracles, tradução para o francês antigo da Historia de Guilherme de Tiro, Biblioteca Britânica)

Amalrico casou-se pela primeira vez em 1157 com Inês de Courtenay, filha do conde Joscelino II de Edessa com Beatriz, filha do rei Constantino I da Arménia. Deste matrimónio nasceram:
- Sibila de Jerusalém (1159–1190), rainha de Jerusalém de 1186 a 1190, sucedendo ao seu filho Balduíno V de Jerusalém
- Balduíno IV de Jerusalém (1161–1185), sucessor do pai no trono de Jerusalém, governando de 1174 a 1185
- Alice, morreu durante a infância

Depois de anulado o seu primeiro casamento em 1162, casou-se em 1167 com Maria Comnena (filha de João Comneno, duque bizantino de Chipre, com Maria Taronitissa, descendente dos reis da Arménia), sobrinha-neta do imperador bizantino Manuel I Comneno. Dela teve:
- Isabela I de Jerusalém (1172-1205), rainha de Jerusalém de 1192 a 1205, sucedendo à sua meia-irmã Sibila
- um nado-morto

No leito da morte, Amalrico legou Nablus a Maria e Isabel, para onde se deveriam retirar. Foi sucedido pelo seu filho Balduíno IV, o leproso.

## Legado
Guilherme de Tiro usufruiu de uma relação de amizade com Amalrico e descreveu-o detalhadamente: «Ele tinha um ligeiro impedimento na fala, não suficientemente grave para ser considerado uma falta, mas o suficiente para o incapacitar de ter uma eloquência expedita. Era muito melhor no conselho [juízo] que no discurso fluente ou elaborado.»
Como o seu irmão Balduíno III, era mais um académico que um guerreiro. Não apreciava jogos ou espectáculos, mas gostava da caça. Gostava particularmente de ler ou que lessem para ele, passando longas horas a ouvir Guilherme de Tiro ler esboços da sua Historia. Estudava direito e idiomas nos seus tempos livres: «Era proficiente na lei geral pela qual o reino era governado – de facto, não perdia para ninguém a este respeito.»
Terá provavelmente sido o responsável por uma lei da década de 1170 que decretou que todos os nobres passariam a ser vassalos directos do rei, e assim poderiam passar a apresentar-se perante a Haute Cour, antes reservada apenas aos nobres mais poderosos. Esta lei foi provavelmente criada depois de uma disputa entre Amalrico e Gerard, senhor de Sídon, que expropriara um dos seus vassalos e se recusara a devolver-lhe as terras, mesmo depois da intervenção do rei. Por pouco não se chegou ao ponto de conflito armado.
A nova legislação também proibia formalmente a confiscação ilegal de feudos e exigia que todos os vassalos do rei se aliassem contra qualquer nobre que procedesse deste modo. Esse nobre não teria direito a julgamento e seria exilado ou as suas terras seriam-lhe retiradas. O rei passou a poder confiscar legalmente um feudo se o vassalo dessas terras se recusasse a reconhecê-lo como suserano.
Fortemente criticado por muitos dos seus vassalos, apesar disso recusava-se a tomar qualquer acção contra quem o insultasse publicamente. Amalrico também tinha fama de confiar talvez demasiado nos seus oficiais.
Fisicamente era alto e com boa apresentação, e «tinha olhos brilhantes de tamanho médio; o seu nariz, tal como o do irmão, era adequadamente aquilino; o seu cabelo era loiro e crescia para cima da sua testa. Uma barba digna e muito cheia cobria as suas bochechas e queixo. Tinha um jeito de rir imoderadamente em que todo o seu corpo balançava». Não comia ou bebia em excesso, mas ficou mais corpulento nos últimos anos, diminuindo o seu interesse em operações militares. «Era excessivamente gordo, como peitos como os de uma mulher, pendentes até à cintura».
Amalrico era pio e ia todos os dias à missa, apesar de também «se dizer se deixava levar sem contolo pelos pecados da carne e seduzia mulheres casadas…». Apesar da sua piedade, cobrava impostos ao clero, que se ressentia deste facto.
Considerado o último dos primeiros reis de Jerusalém, «era um homem com sabedoria e discrição, absolutamente competente para segurar as rédeas do governo do reino». Depois dele, nenhum rei conseguiu salvar o reino cruzado do seu colapso. Poucos anos após a sua morte, o imperador Manuel I Comneno também faleceu, e Saladino tornou-se no único líder poderoso do Levante.